# Dovadă (logică)
O dovadă este derivarea corectă din punct de vedere logic a unei afirmații din alte afirmații sau argumente (adevărate).